# Aman Mikael Andom
Aman Mikael Andom (Tsazega (Eritrea) 21 juni 1924 - 23 november 1974), was een belangrijk Ethiopisch legerleider en militair. Later werd hij bevorderd tot luitenant-generaal. Na de militaire coup van 12 september 1974, die een einde maakte aan de monarchie van keizer Haile Selassie I van Ethiopië, werd Andom voorzitter van de Dergue (Militaire Bestuurlijke Raad) en daarmee staatshoofd. Hij was betrekkelijk gematigd en stond in contact met de ex-keizer. De Dergue wilde door Andom aan het hoofd van de regering te plaatsen een gematigde uitstraling verkrijgen en had voor hem de rol van stroman in gedachten.

Aman Mikael Andom vertoonde als voorzitter van de Dergue echter een enorme dadendrang en bleek een charismatisch leider met eigen plannen die niet goed aansloten bij de ideeën van de haviken binnen de Dergue, zoals Mengistu Haile Mariam. Op 23 november 1974 kwam hij onder verdachte omstandigheden om het leven. Hij zou bij zijn arrestatie niet mee hebben gewerkt en gedood zijn. Op dezelfde dag werden 59 anderen, waaronder generaals, twee ex-premiers, topambtenaren, aristocraten en leden van de keizerlijke familie geëxecuteerd.